# Parlamento da Galiza
O Parlamento da Galiza é a instituição na qual reside o poder legislativo da Galiza, comunidade autónoma e nacionalidade histórica da Espanha. É o máximo órgão representativo do povo galego, segundo define o Estatuto de Galiza. É formado por 75 deputados, eleitos por sufrágio universal, por um período de quatro anos.

## Funções
- Exercer o poder legislativo da Comunidade Autónoma,
- Controlar acção executiva da Junta,
- Aprovar seus orçamentos,
- Designar para cada legislatura das Cortes Gerais os senadores representantes da Comunidade Autónoma galega,
- Eleger de entre os seus membros o presidente da Junta de Galiza,
- Exigir responsabilidade à Junta de Galiza e ao seu presidente,
- Solicitar do Governo do Estado a adopção de projectos de lei
- Apresentar ante a Mesa do Congresso dos Deputados da Espanha proposições de lei,
- Interpor recursos de inconstitucionalidade
- Apresentar-se perante o Tribunal Constitucional nos supostos e termos previstos nas leis.

O Parlamento representa o povo de Galiza e constitui a primeira das instituições da Comunidade Autónoma da qual derivam todas as outras, e é inviolável.

## Sede
A sede do Parlamento de Galiza, através de uma lei, radica na cidade de Santiago de Compostela (Rua do Hórreo, 63 - 15702 Santiago de Compostela).
O salão de sessões é o lugar habitual onde têm lugar as sessões do Pleno do Parlamento, e os deputados ocupam as cadeiras dispostas em forma de hemiciclo perante a Mesa presidencial.
O presidente da Junta de Galiza e o seu Governo ocupam a primeira fila de cadeiras, e o resto de deputados, agrupados em grupos parlamentares, ocupam os restantes, previamente assinados pela Mesa do Parlamento.
No Parlamento de Galiza há dois períodos de sessões: um que compreende os meses de Setembro a Dezembro e outro de Fevereiro a Junho. Durante estes períodos, o Parlamento pode-se reunir em sessões ordinárias que, habitualmente, têm lugar das Terças às Sextas de cada semana. Fora destes períodos de sessões, podem-se realizar sessões extraordinárias se se cumprirem determinados requisitos.
O presidente do Parlamento é quem fixa a ordem do dia dos plenos, de acordo com a Mesa e a Junta de Porta-vozes e tendo em conta o calendário de actividades. A ordem do dia das comissões vem determinada pela respectiva Mesa, consoante ao calendário estabelecido pela Mesa do Parlamento.

## Composição
O Parlamento galego está formado por 75 deputados. Após as eleições de 2020 ficou composto da seguinte maneira:
- Partido Popular de Galiza (PPdeG): 42 deputados
- Bloco Nacionalista Galego (BNG): 19 deputados
- Partido Socialista da Galiza-Partido Socialista Operário Espanhol (PSdeG-PSOE): 14 deputados